# Joseph Brevard Kershaw

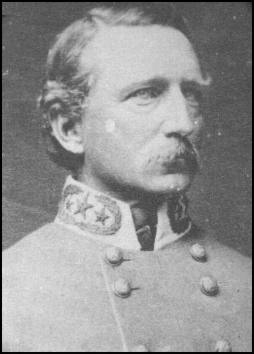
Joseph Brevard Kershaw.

Joseph Brevard Kershaw, född 5 januari 1822 i Camden, South Carolina, död 13 april 1894 i Camden, var en amerikansk advokat, domare, militär och general i sydstatsarmén.

## Ungdom
Kershaw blev faderlös vid sju års ålder och började efter skolan arbeta som kontorist på en konfektionsfirma i Charleston. Han studerade juridik och blev advokat vid 21 års ålder. Under mexikanska kriget anslöt han sig till C-kompaniet i South Carolinas frivilliga infanteriregemente som underlöjtnant. Han blev under kriget sjuk i en febersjukdom och lämnade armén i augusti 1847.

## Inbördeskriget
Kershaw blev invald i South Carolinas representantförsamling och blev överste för det lokala milisregementet, vilket under amerikanska inbördeskriget kom att skickas till Virginia som 2. South Carolinas frivilligregemente. Kershaw utnämndes den 13 februari 1862 till brigadgeneral och chef för en South Carolinabrigad. Den 18 maj 1864 befordrades Kershaw till generalmajor. Den 6 april 1865 omringades hans division om 6 000 man vid Sailors Creek och kapitulerade. Han frigavs från Fort Warren i juli samma år och återvände till South Carolina.

## Efter kriget
Efter kriget återupptog Kershaw advokatyrket, invaldes i delstatssenaten och var medlem av Union Reform Party. Han valdes till domare i South Carolinas femte domstolsdistrikt år 1877 och lämnade domstolsväsendet år 1893 av hälsoskäl, varefter han blev postmästare i Camden.